# Ruta d'Or
La Ruta d'Or (Ruota d'Oro - Gran Premio Festa del Perdono en italià) és una cursa ciclista d'un dia que es disputa a Itàlia, als voltants de Terranuova Bracciolini (Toscana). Des del 2005 forma part del calendari d'UCI Europa Tour. De 1978 a 1990 va ser una cursa per etapes.

## Palmarès
| Any  | Vencedor                 | Segon                 | Tercer              |
| ---- | ------------------------ | --------------------- | ------------------- |
| 1978 | Giuseppe Saronni         | Giovanni Battaglin    | Alfio Vandi         |
| 1979 | Francesco Moser          | Giuseppe Saronni      | Roberto Visentini   |
| 1980 | Gianbattista Baronchelli | Silvano Contini       | Alfredo Chinetti    |
| 1981 | Knut Knudsen             | Francesco Moser       | Gregor Braun        |
| 1982 | Alf Segersäll            | Giuseppe Montella     | Luciano Rabottini   |
| 1983 | Roberto Visentini        | Emanuele Bombini      | Mario Beccia        |
| 1984 | Serge Demierre           | Emanuele Bombini      | Bruno Leali         |
| 1985 | Silvano Contini          | Pierino Gavazzi       | Iñaki Gastón        |
| 1990 | Maurizio Vandelli        | Pierino Gavazzi       | Andrea Tafi         |
| 2002 | Giairo Ermeti            | Aleksandr Bajenov     | Giulio Tomi         |
| 2003 | Pasquale Muto            | Alex Gualandi         | Jure Zrimšek        |
| 2004 | Paolo Bailetti           | Rocco Capasso         | Marco Biceli        |
| 2005 | Branislau Samoilau       | Alessio Signego       | Eros Capecchi       |
| 2006 | Sergey Kolesnikov        | Alexey Shchebelin     | Andrei Kliúiev      |
| 2007 | Davide Bonuccelli        | Andris Buividas       | Henry Frusto        |
| 2008 | Ben Gastauer             | Alexander Serebryakov | Edoardo Girardi     |
| 2009 | Emanuele Moschen         | Alfredo Balloni       | Gianluca Brambilla  |
| 2010 | Francesco Bongiorno      | Matteo Trentin        | Gabriele Pizzaballa |
| 2011 | Antonino Parrinello      | Carmelo Panto         | Devid Tintori       |
| 2012 | Mattia Cattaneo          | Viatxeslav Kuznetsov  | Andrea Fedi         |
| 2013 | Andrea Toniatti          | Luca Chirico          | Valerio Conti       |
| 2014 | Giacomo Berlato          | Roman Kustadinchev    | Jordan Sarrou       |
| 2015 | Simone Velasco           | Seid Lizde            | Cristian Raileanu   |
| 2016 | Vincenzo Albanese        | Andrea Vendrame       | Michele Corradini   |
| 2017 | Nicolás Tivani           | Federico Rocchetti    | Luca Raggio         |
| 2018 | Samuele Zoccarato        | Clément Champoussin   | Filippo Rocchetti   |
| 2019 | Nicola Venchiarutti      | Samuele Zambelli      | Francesco Di Felice |
| 2020 | no disputada             | no disputada          | no disputada        |
| 2021 | Andrea Piccolo           | Luca Rastelli         | Alessio Martinelli  |
| 2022 | Jordan Labrosse          | Anders Foldager       | Alex Tolio          |
| 2023 | Gil Gelders              | Francisco Peñuela     | Florian Kajamini    |